# Rýzmburk
Rýzmburk (Duits: Riesenburg of Riesenburg bei Hulitz) is een Tsjechische plaats in de gemeente Hulice in de regio Midden-Bohemen en maakt deel uit van het district Benešov. Het dorp ligt op ongeveer 2 kilometer afstand van Hulice.
Rýzmburk telt 24 inwoners (2021).

## Geschiedenis
De eerste schriftelijke vermelding van het dorp dateert van 1720.
In 1949 werd Rýzmburk, tezamen met Hulice, ingedeeld bij het district Benešov, in 1960 bij het inmiddels voormalige district Kutná Hora en in 1968 weer bij Benešov.

## Verkeer en vervoer

### Autowegen
Er leidt een regionale weg naar het dorp.

### Spoorlijnen
Er is geen station in Rýzmburk. De dichtstbijzijnde stations zijn in Zruč nad Sázavou en Trhový Štěpánov, beide op zo'n 5 kilometer afstand.

### Buslijnen
De volgende buslijnen halteren in de buurt van het dorp:
| Halte           | Lijn(en) | Traject(en)                                        | Vervoerder   |
| --------------- | -------- | -------------------------------------------------- | ------------ |
| Soutice, Kalná  | 795 844  | Vlašim - Zruč nad Sázavou Vlašim - Dolní Kralovice | CŠAD Benešov |
| Hulice, Úpravna | 795      | Vlašim - Zruč nad Sázavou                          | CŠAD Benešov |

## Bezienswaardigheden
- Klokkentoren

## Galerij

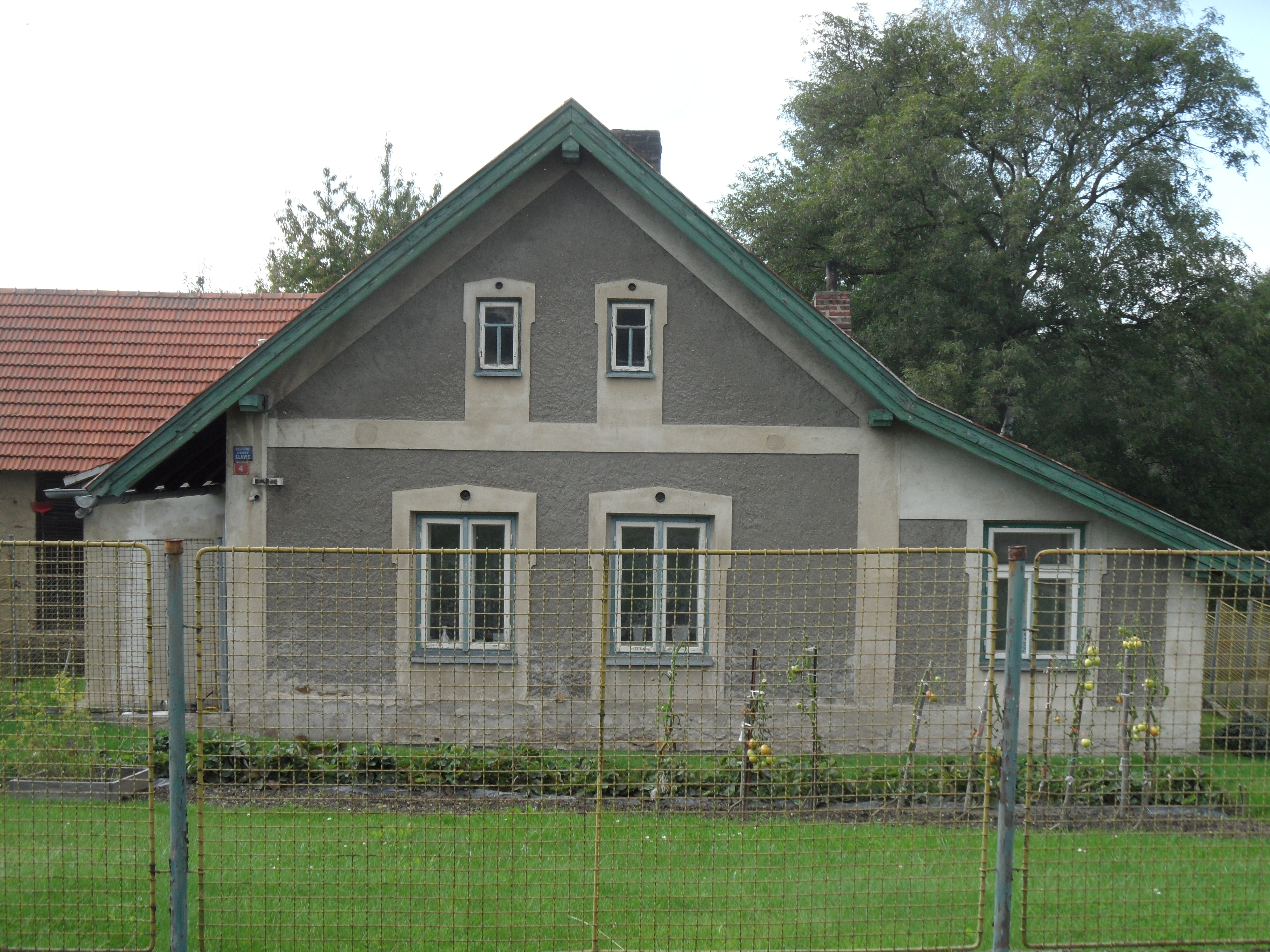
Huis in het dorp (2014)
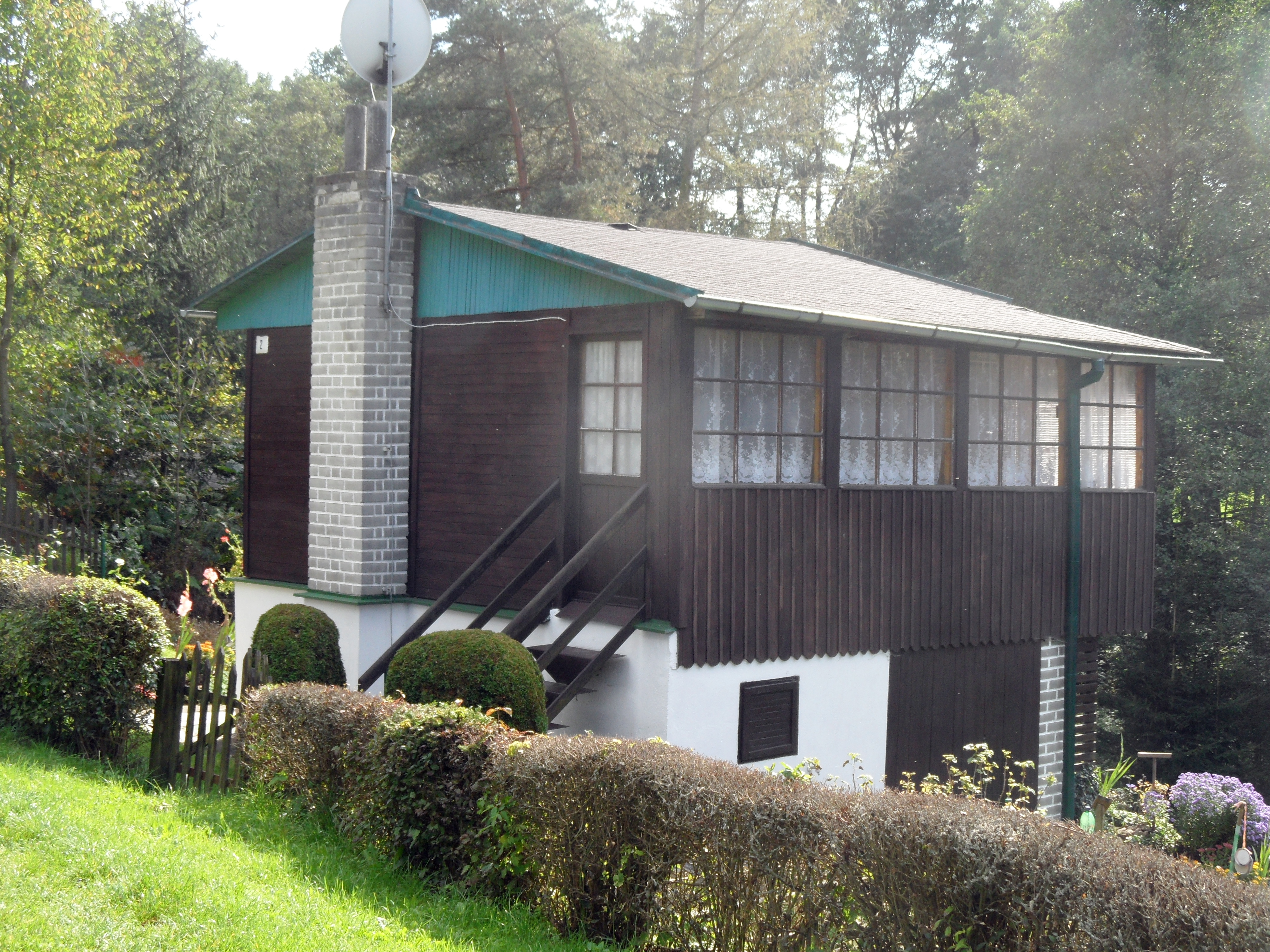
Vakantiehuis in het dorp (2014)
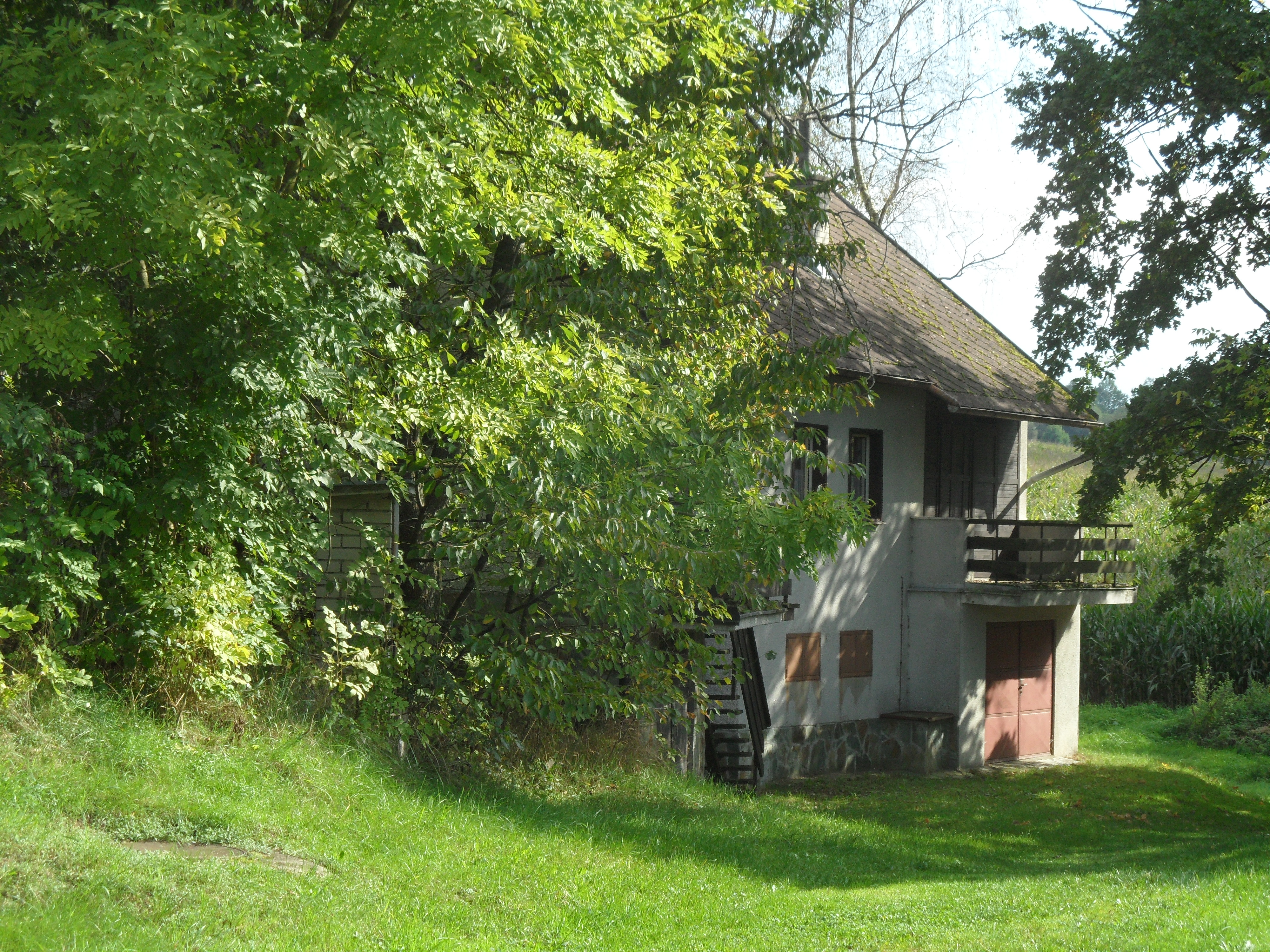
Groot huis in het dorp (2014)
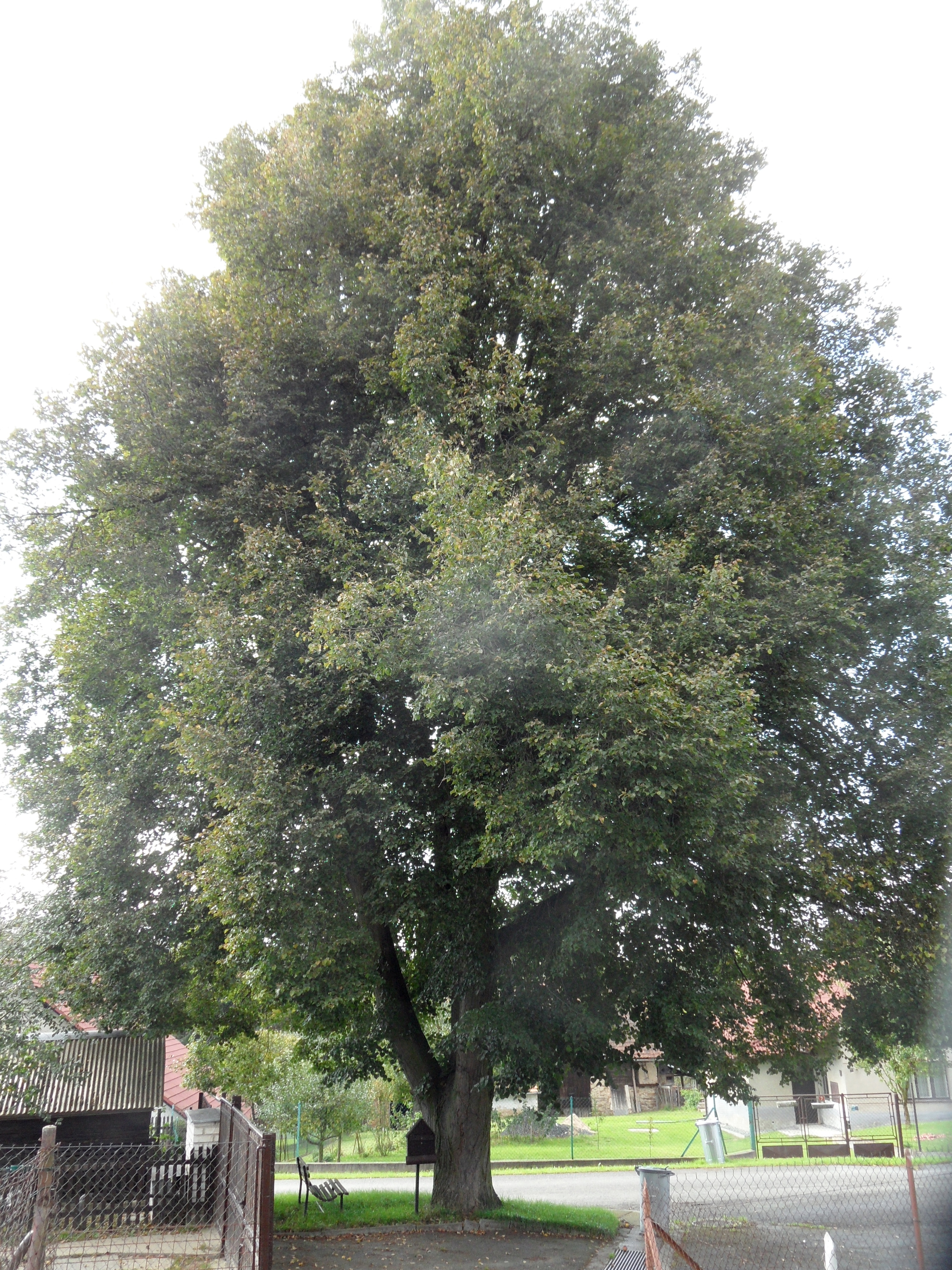
Boom bij het dorpsplein (2014)